# Нью-Лебанон (Огайо)
Нью-Лебанон (англ. New Lebanon) — селище (англ. village) в США, в окрузі Монтгомері штату Огайо. Населення — 3796 осіб (2020).

## Географія
Нью-Лебанон розташований за координатами 39°44′39″ пн. ш. 84°23′39″ зх. д. / 39.74417° пн. ш. 84.39417° зх. д. (39.744042, -84.394249).  За даними Бюро перепису населення США в 2010 році селище мало площу 5,30 км², уся площа — суходіл.

## Демографія
Згідно з переписом 2010 року, у селищі мешкало 3995 осіб у 1527 домогосподарствах у складі 1057 родин. Густота населення становила 754 особи/км².  Було 1659 помешкань (313/км²).
Расовий склад населення:
| - 96,2 % — білих - 1,2 % — чорних або афроамериканців - 0,4 % — азіатів - 0,1 % — корінних американців |

До двох чи більше рас належало 2,0 %. Частка іспаномовних становила 0,7 % від усіх жителів.
За віковим діапазоном населення розподілялося таким чином: 26,3 % — особи молодші 18 років, 58,5 % — особи у віці 18—64 років, 15,2 % — особи у віці 65 років та старші. Медіана віку мешканця становила 36,9 року. На 100 осіб жіночої статі у селищі припадало 93,3 чоловіків;  на 100 жінок у віці від 18 років та старших — 86,9 чоловіків також старших 18 років.
Середній дохід на одне домашнє господарство  становив 51 590 доларів США (медіана — 39 690), а середній дохід на одну сім'ю — 59 525 доларів (медіана — 45 945). Медіана доходів становила 40 253 долари для чоловіків та 32 422 долари для жінок. За межею бідності перебувало 22,3 % осіб, у тому числі 29,8 % дітей у віці до 18 років та 24,4 % осіб у віці 65 років та старших.
Цивільне працевлаштоване населення становило 1700 осіб. Основні галузі зайнятості: виробництво — 26,3 %, освіта, охорона здоров'я та соціальна допомога — 17,7 %, роздрібна торгівля — 14,8 %.